# 諏訪盛重
諏訪盛重（日语：／ Suwa Morishige，？—？）是日本鎌倉時代中期諏訪神社的大祝，亦是得宗北條氏的御內人，官位為兵衛尉。嘉禎2年（1236年）之後出家，自號蓮佛入道，此名出現於《吾妻鏡》的次數亦較多。父親是諏訪信綱（盛信），兒子是諏訪信重、諏訪盛高、諏訪盛經、諏訪盛賴、諏訪重願和諏訪賴重。

## 生涯
在承久3年（1221年）爆發的承久之亂時，盛重作為大祝祈求了北條義時獲勝，並且派長子上洛，戰後不久便作為被官出仕於北條泰時。盛重的名字亦多次出現於《吾妻鏡》中。嘉禎2年（1236年），泰時新邸落成，盛重與尾藤景綱作為御內人，在泰時的新邸範圍內興建屋敷，可見其深受執權泰時的信賴。
盛重亦負責統籌得宗被官，並且多次作為北條時賴的使者與朝廷交涉。寶治元年（1247年），寶治合戰爆發前，作為時賴代理人的盛重安撫並且驅散了從各地來到諏訪的武士。他亦不時參與只有北條一門、外戚安達氏和與得宗關係密切的寄合眾的協議。
盛重對鎌倉幕府貢獻很大。寬喜2年（1230年），鎌倉發生騷動時，他與尾藤景綱一同前往鎮壓，同年和賀江島建成後，他亦與景綱負責前往巡視。文曆2年或嘉禎元年（1235年），源賴朝靈廟的法華堂附近的錢湯發生火災，盛重迅速拆毀了兩者之間的房屋，阻止火勢蔓燃至法華堂。寬元4年（1246年）閏4月，宮騷動爆發，盛重率先阻止了北條光時等人密謀，在寶治合戰則作為統領得宗被官立下功勞，獲時賴稱頌為「無雙的勳功」。建長3年（1251年），盛負責質詢計劃謀反的了行法師、長久連和矢作左衛門尉等人，文應2年或弘長元年（1261年）則捉拿了三浦氏的殘黨三浦義村之子三浦良賢。
寶治2年（1248年），北條時輔出生，盛重成為其乳母夫，並且獲任命為傅役，卻推辭了將近一個月才不情願地接受。盛重不願擔任的原因是時輔乃庶子，得不到好處之餘，反而可能招致危險。
建長3年（1251年），盛重亦曾經擔任風伯祭的奉行，建長5年（1253年）則替北條泰時祈求冥福，在山內建立了參拜堂等事蹟均收錄於《吾妻鏡》中。

## 媒體
- 北條時宗（NHK大河劇），由上杉陽一（日语：上杉陽一）餘演。